# 苏珊·格拉斯佩尔
苏珊·格拉斯佩尔（Susan Keating Glaspell，1876年7月1日—1948年7月28日），是美国剧作家、小说家、记者和女演员。她和丈夫George Cram Cook共同创立了美国历史上第一家现代戏剧公司——普罗温斯敦剧团。在美国经济大萧条时期，她曾在美国公共事业振兴署（WPA）的联邦戏剧计划中担任中西部地区局主管。
格拉斯佩尔一生留下了许多著作，主要有九部小说，十五部剧本，超过五十篇短篇小说，以及一部传记 。她的大多数作品通过描写一些富有深刻思想和同情心的人物以及他们做出的原则性立场，來探讨性别歧视、道德伦理等社会异议话题。她在1930年创作的剧本《艾莉森的家》获得了普利策戏剧奖。
在21世纪初，她仍然被人们认为是女权主义作家的先锋，以及美国现代史上第一位重要的女剧作家。她的独幕剧《琐事》（英文：Trifles）（1916）经常被列为最伟大的美国戏剧作品之一。 